# 兴安翠雀花
兴安翠雀花（学名：Delphinium hsinganense）为毛茛科翠雀属的植物，为中国的特有植物。分布于中国大陆的黑龙江等地，生长于海拔500米至800米的地区，一般生于生河边林缘，目前尚未由人工引种栽培。